# Primera División de Uruguay 1924 (FUF)
Primera División de la Federación Uruguaya de Football 1924 var den andra (och sista) säsongen av Uruguays högstaliga i fotboll organiserad av Federación Uruguaya de Football (FUF).
Ligan spelades som ett seriespel där samtliga 17 lag mötte varandra vid två tillfällen. Totalt spelades 272 matcher med 648 gjorda mål.
Mästerskapet anordnades av fotbollsförbundet Federación Uruguaya de Football, samtidigt som Asociación Uruguaya de Fútbol drev ett mästerskap parallellt.
Peñarol vann sin första titel som uruguayanska mästare under FUF.

## Deltagande lag
17 lag deltog i mästerskapet.

## Poängtabell
| Nr | Lag                | S  | V  | O  | F  | GM | IM | MS  | P  |
| -- | ------------------ | -- | -- | -- | -- | -- | -- | --- | -- |
| 1  | Peñarol            | 32 | 25 | 6  | 1  | 80 | 14 | +66 | 56 |
| 2  | Atlético Wanderers | 32 | 21 | 8  | 3  | 46 | 16 | +30 | 50 |
| 3  | Lito Cuadrado      | 32 | 16 | 14 | 2  | 49 | 21 | +28 | 46 |
| 4  | Olimpia            | 32 | 16 | 7  | 9  | 45 | 34 | +11 | 39 |
| 5  | Defensor           | 32 | 12 | 11 | 9  | 50 | 42 | +8  | 35 |
| 6  | Rosarino Central   | 32 | 12 | 11 | 9  | 37 | 34 | +3  | 35 |
| 7  | Sud América        | 32 | 11 | 10 | 11 | 43 | 39 | +4  | 32 |
| 8  | Central            | 32 | 12 | 6  | 14 | 39 | 40 | −1  | 30 |
| 9  | Misiones           | 32 | 10 | 9  | 13 | 29 | 27 | +2  | 29 |
| 10 | Peñarol del Plata  | 32 | 9  | 10 | 13 | 34 | 45 | −11 | 28 |
| 11 | Solferino          | 32 | 9  | 9  | 14 | 34 | 48 | −14 | 27 |
| 12 | Uruguayo           | 32 | 7  | 13 | 12 | 27 | 33 | −6  | 27 |
| 13 | Las Piedras        | 32 | 9  | 7  | 16 | 28 | 41 | −13 | 25 |
| 14 | Colón              | 32 | 7  | 9  | 16 | 28 | 48 | −20 | 23 |
| 15 | Roberto Chery      | 32 | 6  | 9  | 17 | 25 | 47 | −22 | 21 |
| 16 | Charley            | 32 | 5  | 11 | 16 | 27 | 59 | −32 | 21 |
| 17 | Roland Moor        | 32 | 5  | 10 | 17 | 27 | 50 | −23 | 20 |